# 顧顯曾

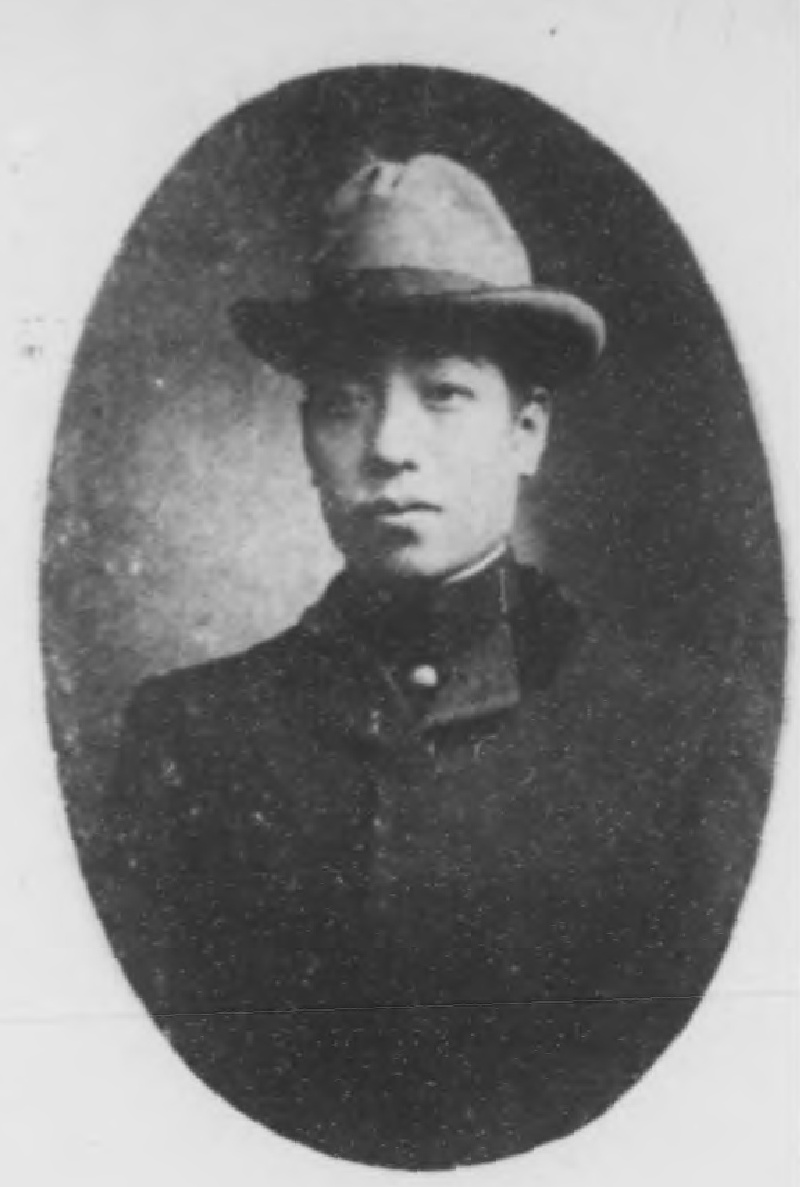
顧顯曾的個人近照

顧顯曾（?—?），河南省祥符縣人，清朝政治人物、进士出身。
光绪三十年，会试第148名；殿试登进士三甲13名，后授内阁中书。